# Spilosoma melanochorium
Spilosoma melanochorium är en fjärilsart som beskrevs av Erich Martin Hering 1932. Spilosoma melanochorium ingår i släktet Spilosoma och familjen björnspinnare. Inga underarter finns listade i Catalogue of Life.